# Emma Sjöberg
Pour les articles homonymes, voir Sjöberg.
Emma Sjöberg ou Emma Wiklund est un mannequin et actrice suédoise née le 13 septembre 1968 à Stockholm (Suède).

## Biographie
Emma Sjöberg fait des études supérieures de marketing international. Elle commence sa carrière artistique en défilant sur les podiums pour l'agence Elite puis en participant à des défilés comme ceux de Karl Lagerfeld, Thierry Mugler, Christian Lacroix ou Lanvin. 
Il s'ensuit quelques participations dans différents clips : Tandem de Vanessa Paradis ou Too Funky (en) de George Michael.
En 1995, elle entame une carrière d'actrice avec le film Inferno, mais elle est réellement révélée au grand public dans la saga Taxi, grâce au rôle de Petra.
Concernant sa vie privée, elle fut en couple avec Ulf Gunnar Ekberg (en), claviériste du groupe Ace of Base, de 1994 à 2000 puis elle se marie en 2003 à Hans Wiklund (en) et ils ont deux enfants : Tyra (née le 11 décembre 2001) et Elis (né le 20 octobre 2003).
Forte de son expérience de mannequinat et d'actrice, elle travaille en collaboration avec l'entreprise de cosmétique Lindex (en) depuis 2007, puis crée sa propre ligne de produit « Emma S. Skincare »,.

## Campagnes de publicité
Elle effectue une ou des campagnes de publicité auprès des structures, :
- Åhléns ;
- Cartier joaillerie ;
- Claude Montana ;
- Crispin ;
- Dim ;
- Escada ;
- Istante ;
- J.Crew ;
- Josefssons ;
- Lanvin ;
- Lindex ;
- Marc Cain ;
- Off Limits[pas clair] ;
- Palmers ;
- Riani ;
- Sportmax ;
- Thierry Mugler ;
- Versace ;
- Virginia Slims.

## Filmographie
- 1995 : Inferno de Peter Keglevic ;
- 1998 : Taxi de Gérard Pirès : Petra ;
- 1999 : Simon Sez : Sauvetage explosif de Kevin Elders (en) : La Danseuse ;
- 2000 : Petite copine de Rodolphe Balaguer ;
- 2000 : Taxi 2 de Gérard Krawczyk : Petra ;
- 2003 : Taxi 3 de Gérard Krawczyk : Petra ;
- 2004 : Big Kiss de Billy Zane ;
- 2007 : Taxi 4 de Gérard Krawczyk : Petra / La Comtesse.